# Wissenschaftsjahr 1506
Liste der Wissenschaftsjahre

◄ | 1502 | 1503 | 1504 | 1505 | Wissenschaftsjahr 1506 | 1507 | 1508 | 1509 | 1510 | ► | ►►

Weitere Ereignisse
Dieser Artikel behandelt das Wissenschaftsjahr 1506.

## Ereignisse

### Naturwissenschaften

#### Astronomie
- Um 1506 beginnt Nikolaus Kopernikus mit der Niederschrift seines Buches De revolutionibus orbium coelestium („Über die Revolution der himmlischen Sphären“). Er schickt eine Zusammenfassung, den Commentariolus, vor 1514 an andere Wissenschaftler, die sich für die Materie interessieren. Es wird angenommen, dass er De revolutionibus 1530 beendet hat. Er zögert jedoch, es vor 1543, dem Jahr seines Todes, zu veröffentlichen.[1][2]

#### Geowissenschaften

Contarini-Rosselli-Karte

##### Geographie / Entdeckungen
- 20. Mai: Der genuesischer Seefahrer und Entdecker in spanischen Diensten Christoph Kolumbus stirbt in Valladolid.
- Der portugiesische Seefahrer Tristão da Cunha erblickt die Inselgruppe Tristan da Cunha.

##### Kartographie
- Die Contarini-Rosselli-Karte, die erste gedruckte Weltkarte, die die Neue Welt zeigt, wird von Giovanni Matteo Contarini gezeichnet und von Francesco Rosselli in Florenz oder Venedig gestochen. Die Karte berücksichtigt bereits die Krümmung der Erde mittels stereografischer Projektion.

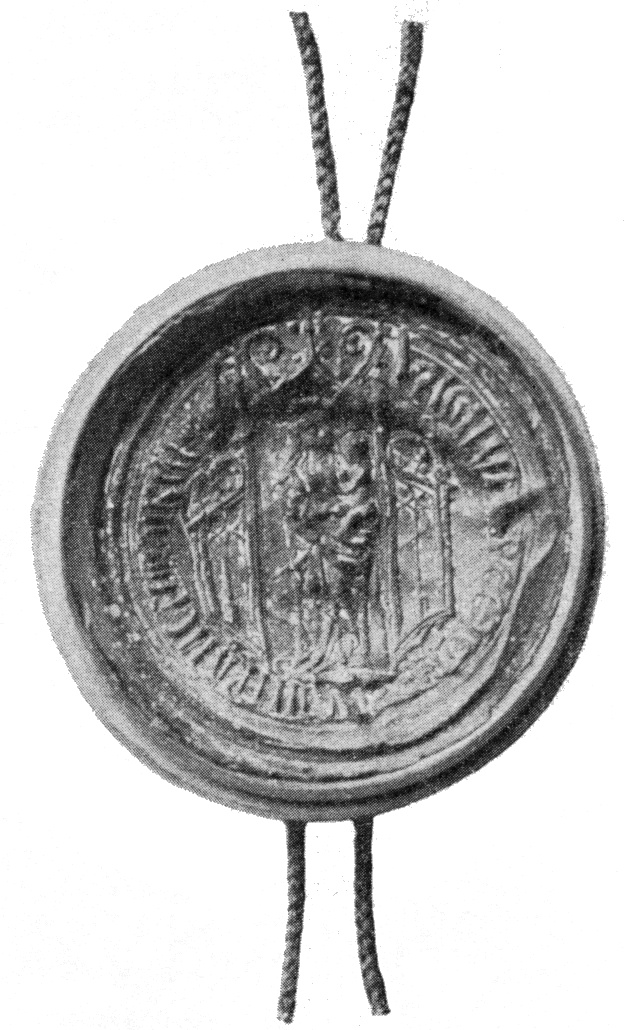
Siegel der Universität Viadrina

## Gründungen
- 15. März: Papst Julius II. genehmigt die Errichtung der Universität Viadrina in Frankfurt an der Oder.
- 26. April: Die erste Brandenburgische Landesuniversität, die Universität Viadrina in Frankfurt (Oder) mit vier Fakultäten wird von Kurfürst Joachim I. von Brandenburg feierlich eröffnet. Schon im ersten Jahr ihres Wirkens immatrikulieren sich dort über 900 Studenten aus den deutschen Gebieten und aus Polen, Schweden, Norwegen und Dänemark.
- Die Universität Urbino wird gegründet.

## Geboren

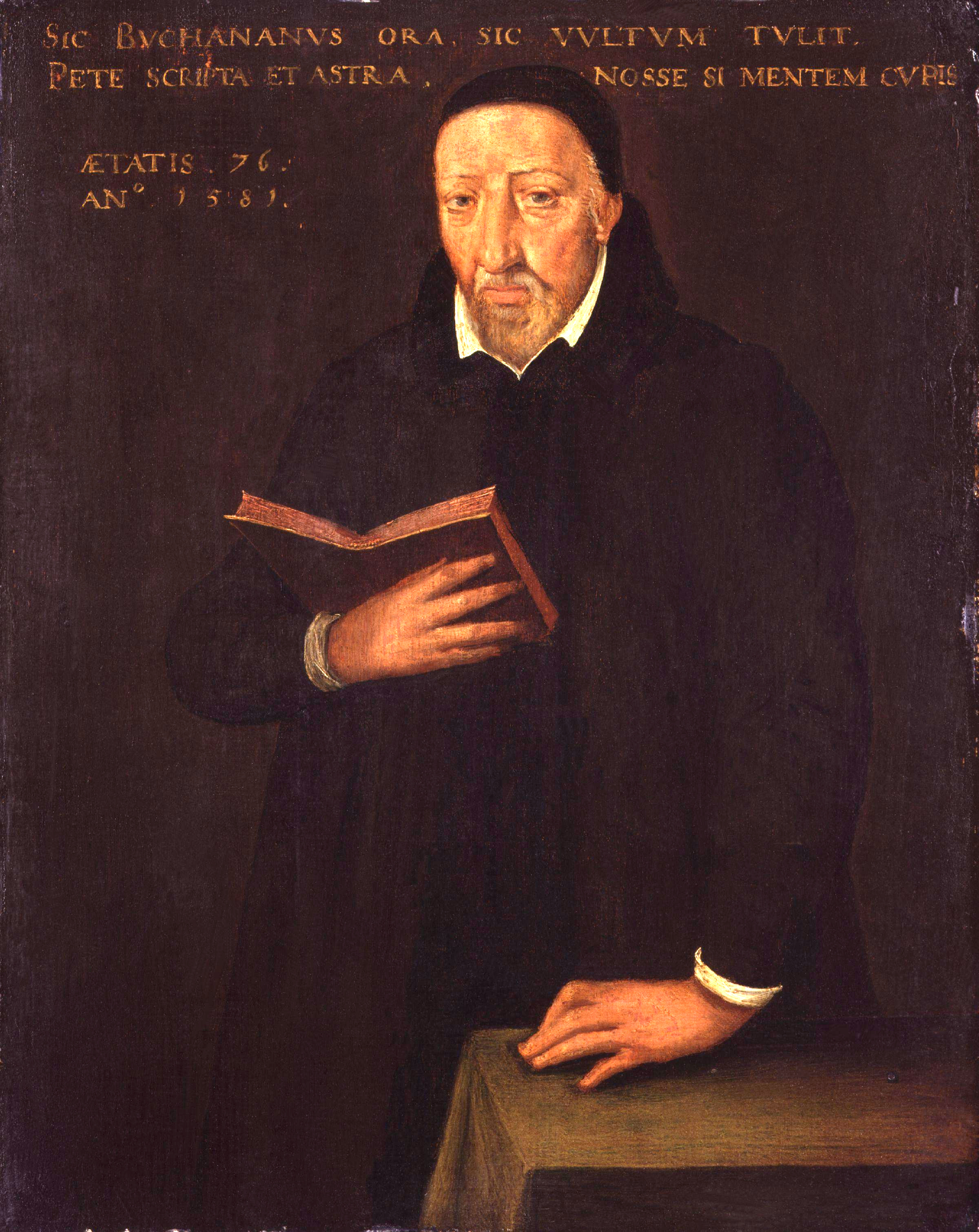
George Buchanan; * Februar

### Geburtsdatum gesichert
- 000Februar: George Buchanan, schottischer humanistischer Philosoph und Historiker († 1582)
- 09. März: Asch-Schahīd ath-Thānī, zwölferschiitischer Rechtsgelehrter und Theologe († 1559)

### Genaues Geburtsdatum unbekannt
- Nikolaus Federmann, deutsch-spanischer Handelsagent, Entdecker und Konquistador der Welser († 1542)

## Gestorben

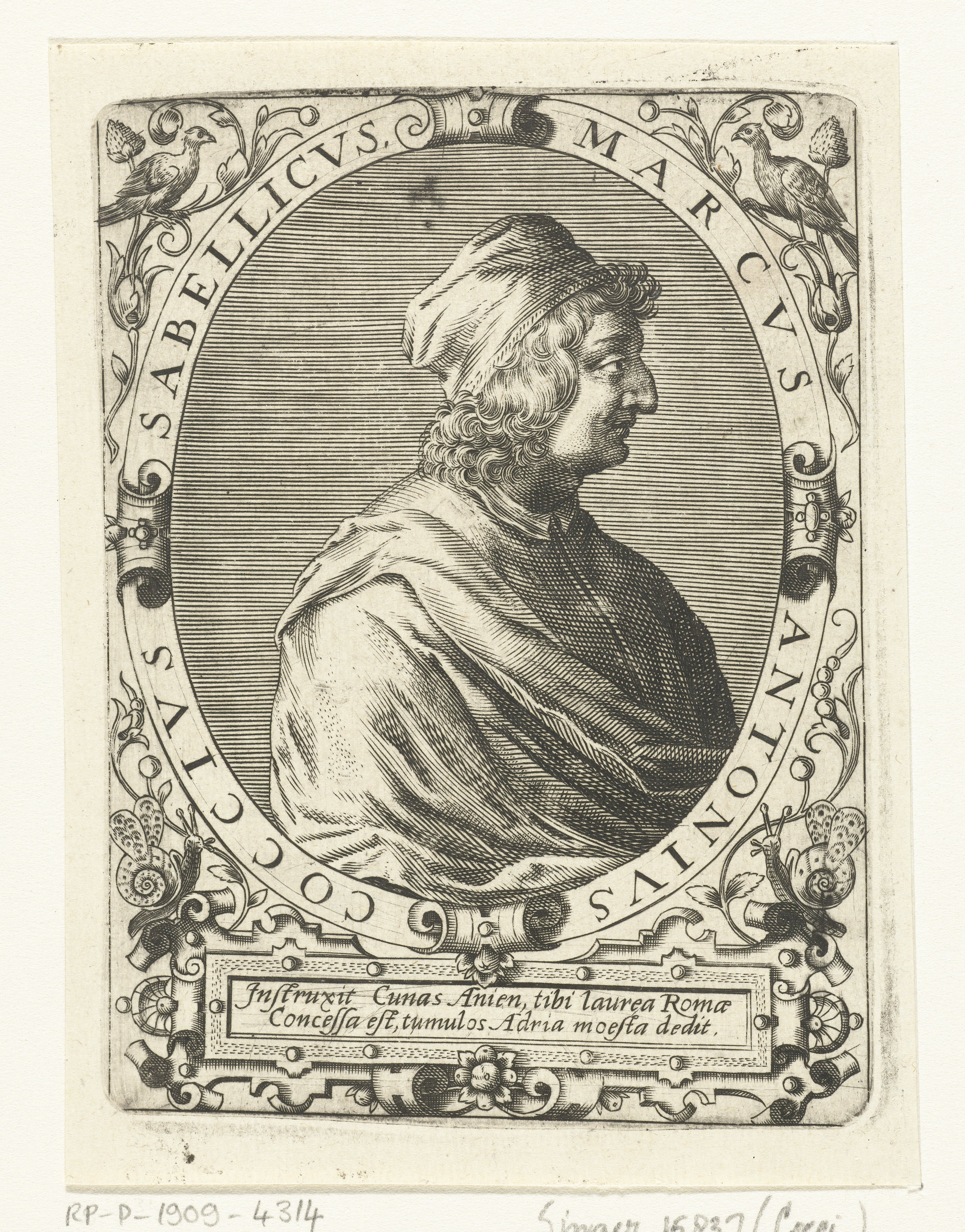
Marcantonio Sabellico; † 1506

### Todesdatum gesichert
- 20. Mai: Christoph Kolumbus, genuesischer Seefahrer und Entdecker in kastilischen Diensten (* 1451)

- 01. Juli: Matthias Rejsek, tschechischer Steinmetz, Bildhauer, Baumeister und Architekt (* um 1445)

- 28. November: Jörg Kling, Steinmetz, Architekt und Dombaumeister des Wiener Stephansdoms (* um 1450)

### Genaues Todesdatum unbekannt
- Marcantonio Sabellico, italienischer Historiker und Bibliothekar (* um 1436)